# 岳金堂
岳金堂（1831年—1899年），字鎮侯，直隸大名府元城縣（今河北省大名县）人。晚清將領。武榜眼。
同治二年（1863年）癸亥恩科一甲第二名武進士。授官二等侍衛。後出山東東昌府為官，累升參將。光緒十六至十七年（1890～1891年）間，聊城大水，岳金堂晝夜冒雨率領民夫築護城堤，事後鄉民在東城門外立石記其德。兩任單縣營參將，任內衣食簡樸，鐵面無私，深受民眾愛戴。義和團運動興起之後，岳金堂盡力圍剿，光緒二十五年（1899年）六月，在馬堌堆作戰時陣亡，邑人為其設立專祠，歲時祭祀。民國《單縣志》有傳。